# Nikita Konstantinowitsch Lobinzew
Nikita Konstantinowitsch Lobinzew (russisch Никита Константинович Лобинцев, wiss. Transliteration Nikita Konstantinovič Lobincev; * 21. November 1988 in Swerdlowsk, Russische SFSR, Sowjetunion) ist ein russischer Schwimmer.
Lobinzews Spezialstrecke ist die 200-Meter-Freistildistanz. Bei den Schwimmeuropameisterschaften 2008 in Eindhoven erreichte er mit der 4-mal-200-Meter-Freistilstaffel die Silbermedaille. Außerdem erreichte er über die 200 Meter Freistil den fünften Endrang.
Bei den Olympischen Sommerspielen 2008 in Peking erschwamm er mit der russischen 4-mal-200-Meter-Freistilstaffel gemeinsam mit Danila Isotow, Jewgeni Lagunow und Alexander Suchorukow die Silbermedaille und stellte zugleich einen neuen Europarekord auf. Über die 400 Meter Freistil belegte er den achten und über 1500 Meter den 31. Endrang.
Im Juli 2016 wurde Lobinzew von der FINA im Zusammenhang mit den Erkenntnissen über jahrelanges systematisches Doping in Russland von den Olympischen Sommerspielen in Rio de Janeiro ausgeschlossen.